# Moskoupiek
De Moskoupiek is een 6.785 m hoge berg in het Pamir-gebergte, in de regio Nohijahoi tobei dzjoemhoeri van Tadzjikistan.
De berg is de hoogste top in de Peter I-keten, genoemd naar Peter I. Ze ligt in het westen van de Pamir.